# آیکان ابدی
آیکان ابدی (به انگلیسی: Infinite Icon) دومین آلبوم استودیویی از شاخ مجازی و خوانندهٔ آمریکایی پاریس هیلتون می‌باشد که در ۶ سپتامبر سال ۲۰۲۴ از طریق ناشر هیلتون، ۱۱:۱۱ مدیا، و با همکاری ای‌دی‌ای منتشر شد. سیا تهیه‌کننده اجرایی این آلبوم است. این اثر ۱۸ سال پس از آلبوم نخست او با نام پاریس (۲۰۰۶) منتشر شده است. گلن رولی از گرمی این آلبوم را اثری ۱۲ قطعه‌ای در سبک دنس‌پاپ با عناصر الکترونیک توصیف کرده است.